# Älgsjötjärnen (Stigsjö socken, Ångermanland)
Älgsjötjärnen är en sjö i Härnösands kommun i Ångermanland och ingår i Gådeåns huvudavrinningsområde. Sjön har en area på 0,166 kvadratkilometer och ligger 102,2 meter över havet.

## Delavrinningsområde
Älgsjötjärnen ingår i det delavrinningsområde (694693-159645) som SMHI kallar för Utloppet av Älgsjötjärnen. Medelhöjden är 115 meter över havet och ytan är 1,09 kvadratkilometer. Det finns inga avrinningsområden uppströms utan avrinningsområdet är högsta punkten. Vattendraget som avvattnar avrinningsområdet har biflödesordning 3, vilket innebär att vattnet flödar genom totalt 3 vattendrag innan det når havet efter 15 kilometer. Avrinningsområdet består mestadels av skog (50 procent), öppen mark (14 procent) och jordbruk (22 procent). Avrinningsområdet har 0,16 kvadratkilometer vattenytor vilket ger det en sjöprocent på 14,4 procent.